# Турецька асоціація освіти
Турецька асоціація з освіти, або TED, — асоціація, яка була створена ще за часів правління Ататюрка, в 1928 році. Першим її лідером є Ісмет Іненю . Перша його назва - Турецьке товариство освіти. TED також видає журнал під назвою "Факел". Голова Правління Синан Селчук Пехліваноглу. Місією TED є "грати активну роль у зусиллях щодо захисту та розвитку цивілізаційних цінностей сучасного прогресивного бачення". 

## Історія
1 листопада 1925 року у своєму виступі на відкритті Великої Національної Асамблеї ті, хто вірив у важливість освіти, необхідної Ататюрку для досягнення цільового рівня освіти, висловили потребу в роботі приватної ініціативи та закликали громаду до модернізації коледжів TED. Турецька асоціація освіти на основі цього бачення та керівництво Ататюрка заснувала загін Республіки Туреччина, який народився 31 січня 1928 року, а Рада міністрів від 12 грудня 1939 року прийняла статус суспільної вигоди Ради Асоціації. Асоціація, першою назвою якої була "Турецьке освітянське товариство", продовжує свою діяльність під назвою "Турецька асоціація освіти" з 1946 року. 
Відповідно до статті 2 Статуту асоціації, "Президент є високим захисником Турецької асоціації освіти". Асоціація з моменту її створення працює у галузі освіти  як неурядова організація, вона підтримує виховання моральних якостей в талановитих та працьовитих турецьких дітей, які не мають достатніх фінансових коштів, і надає фінансові та наукові внески в життя турецької освіти. 
Станом на 2016 рік, Турецька асоціація освіти налічує 38 навчальних закладів. Вони вказані нижче разом із їх найменуваннями та датами заснування: 
1. TED Ankara College Foundation, приватні освітні школи 1930 року
2. Приватні школи 1958 р. Фонду TED Zonguldak College
3. TED Karabük College Foundation приватна початкова школа та середня школа 1964 року
4. TED Kayseri College Foundation приватна початкова школа та середня школа 1966 року
5. TED Karadeniz Ereğli Foundation Foundation приватна початкова школа та середня школа 1967 року
6. TED Batman College Foundation приватна початкова школа 1987 року
7. TED Aliağa College Foundation приватна початкова школа та середня школа 1988 року
8. TED Polatlı College Foundation приватна початкова школа та середня школа 1997 року
9. TED Istanbul College Foundation, приватні освітні школи, 1998
10. Приватна початкова школа TED Afyon College 1999
11. TED Bursa College 2000
12. Коледж TED Konya Ereğli 2000
13. Приватна початкова школа TED Isparta 2000
14. Коледж TED Konya 2001
15. TED Malatya College 2001
16. Коледж TED Мерсін, 2003
17. TED Gaziantep College 2004
18. TED Antalya College 2005
19. TED Samsun College and High School 2007
20. TED Alanya College 2007
21. Коледж TED Eskişehir 2008
22. TED Північно-Кіпрський коледж 2010
23. TED Ege College 2011
24. TED Hatay College 2012
25. TED Bodrum College 2012
26. TED Trabzon College 2014
27. TED Denizli College 2014
28. TED Adana College 2014
29. TED Izmir College 2014
30. TED Çorum College 2014
31. TED Renaissance College 2014
32. TED Kocaeli College 2015
33. Коледж TED Atakent (Halkalı) 2015 року
34. TED Diyarbakır College 2015
35. TED Tokat College 2015
36. TED Sivas College 2016
37. TED Şanlıurfa College 2016
38. TED Elazig College 2016